# Pozsega vára
Pozsega vára egy várhely Horvátországban, a Pozsega-Szlavónia megyei Pozsega városában.

## Fekvése
Pozsega városának központjában a székesegyház és a katolikus gimnázium mögötti dombon kialakított park és sétány területén állt.

## Története
Pozsega várának nevét „Castrum de Posega” néven egy 1227-es oklevélben említik meg először, melyben III. Honorius pápa engedélyezte Ugrin kalocsai érseknek, hogy megvegye Pozsega birtokát, hogy támaszpontként számolhasson vele a bosnyák bogumil eretnekek ellen. Pozsega a 13. század közepétől a 15. század elejéig királyi birtok volt. 1242-ben sikeresen állt ellen a tatár hadaknak. Ezután IV. Béla király Mária királynénak adományozta. Kedvelt tartózkodási helye volt V. István feleségének Erzsébet királynénak is, aki több oklevelet is keltezett innen. 1385-ben Pozsegára hívták össze azt az országgyűlést, melyen megpróbálták rábeszélni az ifjú Mária királynőt, hogy a Luxemburgi Zsigmonddal felbontott eljegyzést mégis megtartsák. 1386-ban a pozsegai vár falai alatt megvívott csatában verték szét a nápolyi pártiak seregét, majd 1387-ben a várat is visszafoglalták a Horvátiaktól Zsigmond hívei. 1432 előtt Tamási Lászlóé, 1438-ban a királynéé, 1443-tól Albert király adományaként a Tamásiaké. 1444-től Hédervári Lőrincé és utódaié. 1532-ben a Kőszeg ostroma alól visszavonuló török had a várost feldúlta, de a várat még sikeresen megvédték Habsburg Ferdinánd hívei. Végül 1537 telén Mehmed bég boszniai török segédhadakkal megerősített serege foglalta el és rövidesen szandzsákszékhely lett. Ezután Pozsegából indították a törökök támadásaikat, hogy elfoglalják nyugat Szlavónia többi részét. A város és a vár 1687-ben szabadult fel a török uralom alól, de csak egy időre, mivel 1690-ben újra elesett. 1691. szeptember 29-én a keresztény hadak szalánkeméni győzelme után szabadult fel végleg, amikor a török harc nélkül adta fel.
A vár a felszabadító harcok során súlyos károkat szenvedett, de egy 1702-es jelentés szerint legtöbb épülete még tető alatt volt. 1751-től már nem használták, a császári kamara tulajdonában és igazgatása alatt állt. 1792-ben a város tulajdonába került, de ekkor már siralmas állapotban volt. Így nem csoda, hogy a 19. század elején engedélyt adtak az elbontására. Az 1842-es tűzvészben további károkat szenvedtek a falak. Az utolsó maradványokat 1877-ben távolították el a sétány rendezése közben.

## A vár mai állapota
Pozsega várának felszíni nyoma nem maradt. A helyén ma park és sétány található, melyet 1877-ben Vilim Just tervei alapján alakítottak ki. A sétány hivatalosan Strossmayer püspök nevét viseli, de a helyiek legtöbbször Stari gradnak vagy Gradnak nevezik. A várdomb aljában játszóteret létesítettek.